# Semjon Rosin
Semjon Rosin (* 13. April 1951; russisch Семен Розин, englische Transkription Semyon Rozin) ist ein belarussischer Badmintonspieler. 

## Karriere
Semyon Rosin gewann 1969 in der UdSSR die Einzelmeisterschaft der Junioren. 1972 und 1973 wurde er Meister im Herreneinzel der Erwachsenen in der Sowjetunion. Beim Internationalen Werner-Seelenbinder-Gedenkturnier 1973 in der DDR wurde er Zweiter im Herreneinzel und Dritter im Herrendoppel. 